# Bälinge IF
Bälinge Idrottsförening (kurz: Bälinge IF) ist ein schwedischer Sportverein aus Bälinge, einer Kleinstadt zehn Kilometer nordwestlich von Uppsala. Der Verein wurde am 15. März 1936 gegründet. Aushängeschild des Vereins ist die Frauenfußball-Abteilung.

## Frauenfußball
Die erste Mannschaft spielt in der Damallsvenskan, der höchsten Spielklasse im schwedischen Frauenfußball. Der Verein hat bisher noch keine Titel gewonnen. Größter Erfolg war das Erreichen des Pokalfinales 1996, wo man Älvsjö AIK mit 2:1 unterlag. Bekannteste Spielerin ist Josefine Öqvist, die 2004 der schwedischen Olympiamannschaft angehörte. Trainer der Mannschaft ist Magnus Wikman.
Der Verein trägt seine Heimspiele im Studenternas IP in Uppsala aus, da es in Bälinge kein Damallsvenskataugliches Stadion gibt. Die Vereinsfarben sind schwarz-gelb. Ursprünglich waren die Vereinsfarben blau-gelb. Später wurden nur den schwedischen Nationalmannschaften das Recht zugestanden, die Farben blau-gelb zu tragen. Daraufhin änderte der Verein seine Farben.

### Bekannte Spielerinnen
- Anne Mäkinen
- Josefine Öqvist
- Sanna Talonen

## Weitere Abteilungen
Neben der Frauenfußball-Abteilung bietet der Verein noch Männerfußball, Skilanglauf und Tischtennis an.